# ورنویشن
شهر ورنویشن (به آلمانی: Werneuchen) در ایالت برندنبورگ در کشور آلمان واقع شده‌است.